# G.I.ジョー:漆黒のスネークアイズ
『G.I.ジョー：漆黒のスネークアイズ』（原題: Snake Eyes: G.I. Joe Origins、Snake Eyes）は、2021年のアメリカ合衆国のスーパーヒーロー映画。エヴァン・スピリオトポウロス、ジョー・シュラプネル、アンナ・ウォーターハウスの脚本をもとに、ロベルト・シュヴェンケが監督を務める。ハズブロの「G.I.ジョー」フランチャイズをベースに、ラリー・ハマが生み出したスネークアイズのオリジンストーリーであると同時に、映画『G.I.ジョー』シリーズのリブート作品でもある。ヘンリー・ゴールディング、アンドリュー・小路、ウルスラ・コルベロ、サマラ・ウィーヴィング、安部春香、平岳大、イコ・ウワイスらが出演する。
2021年7月23日にパラマウント・ピクチャーズにより米国で劇場公開された。批評家から賛否両論の評価を受けた。8800万ドルの製作費と1億6000万から1億7500万ドルの損益分岐点に対して、全世界で3700万ドルの興行収入で、興行的に大失敗となった。

## ストーリー
スネークアイズは、『嵐影』と呼ばれる古代日本の忍者一族の一員となるが、彼の過去の秘密が明らかになった時に彼の忠誠心が試されている事に気付く。

## キャスト
スネークアイズ
演 - ヘンリー・ゴールディング、日本語吹替 - 木村昴
日本の秘密忍者組織「嵐影一族」に入門することとなった、謎の過去を持つ孤独な男。本作では、スネークアイズがG.I.ジョー所属の黒き仮面のエージェントになる前の出来事が描かれている。
子どもの頃のスネークアイズ
演 - マックス・アーチボルド
トミサブロウ・“トミー”・アラシカゲ / ストームシャドー
演 - アンドリュー・小路、日本語吹替 - 小林親弘
嵐影一族の腕利きのメンバーであり、一族の後継者でもある。かつてはスネークアイズの友人だったが後に宿敵となる。
暁子
演 - 安部春香、日本語吹替 - 本人
嵐影一族の警備主任で、トミサブロウの補佐を務めるくのいち。身内ではないスネークアイズを疑いつつも、絆を結び、鍛えることに協力する。
鷹村ケンタ
演 - 平岳大、日本語吹替 - 子安武人
トミサブロウのいとこ。嵐影一族の頭領の座を巡って、トミサブロウ殺害を企てたことで一族から追放され、嵐影一族への復讐を誓う。ヤクザのボスとして活動し、目的のためにコブラと手を組む。
セン
演 - 石田えり、日本語吹替 - 本人
嵐影一族の頭領で、トミサブロウの祖母。
ハードマスター
演 - イコ・ウワイス、日本語吹替 - 野津山幸宏
トミサブロウの叔父であり、嵐影一族の優れた指導者のひとり。近眼なので、人を睨んで見る癖がある。"3つの試練"のうち1番目の試練を課す。体術をメインとして闘う。
ブラインドマスター
演 - ピーター・メンサー、日本語吹替 - 井上和彦
嵐影一族の指導者のひとりで、"3つの試練"のうち2番目の試練を課す。盲目だが、人の心を見ることができる。鎖鎌などを得物とする。
アナ・ドゥコブレイ / 男爵夫人（バロネス）
演 - ウルスラ・コルベロ、日本語吹替 - 竹内順子
コブラコマンダーの側近で、テロ組織コブラのエリート工作員。ケンタが企てる嵐影一族との戦争に協力するために来日する。
シャナ・オハラ少佐 / スカーレット
演 - サマラ・ウィーヴィング、日本語吹替 - 白石涼子
G.I.ジョーのエリート少佐で、嵐影一族と連携するエージェント。ケンタの企ての裏にコブラの影を感じたトミサブロウからの連絡を受けて、来日する。
スネークアイズの父
演 - スティーヴン・アレリック
スネークアイズがまだ子どもの頃に殺害される。
Mr.オーガスティン
演 - サミュエル・フィンツィ、日本語吹替 - 宮本崇弘
ヤスゾウ
演 - ジェームズ・ヒロユキ・リャオ、日本語吹替 - 越後屋コースケ
大男のストリートファイター
演 - モジョ・ローリー
ハマ
演 - サイモン・チン

## 製作
2018年5月11日、『G.I.ジョー』シリーズ第3作がスネークアイズに焦点を当てた作品になるとの発表があった。12月4日、ロベルト・シュヴェンケに本作の監督のオファーが出ていると報じられた。10日、プロデューサーのロレンツォ・ディ・ボナヴェンチュラが「本作はスネークアイズの若い頃を描くので、前2作で彼を演じたレイ・パークは続投しない」という主旨の発言をした。
2019年8月、ヘンリー・ゴールディングとアンドリュー・小路が起用された。9月6日、イコ・ウワイスが本作の出演交渉に臨んでいるとの報道があった。26日、ウルスラ・コルベロの出演が決まったと報じられた。10月、安部春香、平岳大、サマラ・ウィーヴィングの起用が発表された。12月、スティーヴン・アレリックがキャスト入りした。
本作のアクション監督である谷垣健治はチャド・スタエルスキがプロデューサーに推薦したことにより抜擢された。谷垣は当初はファイト・コレオグラファーとして参加していたが、後に第ニ班監督も担当することになった。
映像産業振興機構が内閣府から委託を受け、ロケによる経済効果を調査する「大型映像作品ロケーション誘致の効果検証調査事業」の対象作品であり、9600万円が支援金として支給された。日本への経済効果は668億4200円と試算されている。
日本でのロケ地はつくばみらい市、大阪市、東大阪市、岸和田市、姫路市である。

### 撮影
2019年10月15日、本作の主要撮影がカナダのバンクーバーで始まった。なお、本作の撮影は日本でも姫路、大阪、茨城などで2ヶ月余りかけて行われた。

## 公開
当初、本作は2020年3月27日に全米公開される予定だったが、新型コロナウイルス感染症の世界的流行のため、公開日は同年10月16日 → 全米公開が2020年10月23日から2021年10月22日に延期されたが同年7月23日に繰り上げられた。
本作は劇場公開から45日後にParamount+でリリースされた。

## 興行収入
本作は『オールド』及び『Joe Bell』と同じ週に封切られ、公開初週末に1500万ドル前後を稼ぎ出すと予想されていたが、実際の数字はこれを若干下回るものとなった。2021年7月23日、本作は全米3521館で公開され、公開初週末に1336万ドルを稼ぎ出し、週末興行収入ランキング初登場2位となった。

## 評価
本作に対する批評家の評価は伸び悩んでいる。映画批評集積サイトのRotten Tomatoesには117件のレビューがあり、批評家支持率は38%、平均点は10点満点で5.1点となっている。サイト側による批評家の見解の要約は「忍者らしさに欠ける作品ではあるが、『G.I.ジョー:漆黒のスネークアイズ』によってシリーズはステップアップすることができた。そこに主演のヘンリー・ゴールディングが果たした役割は決して小さなものではない。」となっている。また、Metacriticには31件のレビューがあり、加重平均値は43/100となっている。なお、本作のCinemaScoreはB-となっている。

## 続編
2020年5月、ジョー・シュラプネルとアンナ・ウォーターハウスが脚本を共同執筆し、ゴールディングがスネークアイズ役を続投するG.I.ジョーの新作映画が開発中であると報じられた。本作のプロデューサーでもあるロレンツォ・ディ・ボナヴェンチュラがプロデューサーとして就任したプロジェクトはパラマウント・ピクチャーズ、メトロ・ゴールドウィン・メイヤー、エンターテインメント・ワン、ディ・ボナベンチュラ・ピクチャーズが制作する。なお、本作の興行的失敗により、続編が制作されるかは現在は不明である。